# Remigius Weißsteiner
Remigius Weissteiner CanReg (* 30. März 1843 in Pfunders; † 25. April 1913 in Rankweil) war Propst und lateranensischer Abt des Augustiner-Chorherren-Stiftes Neustift von 1883 bis 1913.

## Leben und Wirken
Remigius Weißsteiner, Taufname Johann, besuchte das Gymnasium in Brixen und trat 1868 in das Augustiner-Chorherren-Stift Neustift in Südtirol ein, wo er 1872 die Profess ablegte. Am 6. Oktober 1872 wurde er zum Priester geweiht und feierte am 8. Oktober 1872 seine Primiz. Danach wurde er Kooperator in Welschnofen und war von 1875 bis 1879 Vizeökonom im Stift. Am 28. November 1883 zum Stiftspropst gewählt, erhielt er am 16. Dezember 1883 die Benediktion.
Ab 1885 war er für den Großgrundbesitz Mitglied des Reichsrates.